# Kazatkom
Kazatkom (kazakiska: Казатком) är en ort i Kazakstan.   Den ligger i oblystet Almaty, i den sydöstra delen av landet, 1 000 km sydost om huvudstaden Astana. Kazatkom ligger 559 meter över havet och antalet invånare är 634.
Terrängen runt Kazatkom är platt, och sluttar norrut. Runt Kazatkom är det glesbefolkat, med 13 invånare per kvadratkilometer. Närmaste större samhälle är Akshiy, 10,3 km sydväst om Kazatkom. Trakten runt Kazatkom består till största delen av jordbruksmark.